# Kalkulatorische Zinsen
Kalkulatorische Zinsen als ein Teil der kalkulatorischen Kosten im Rechnungswesen werden berücksichtigt, damit das vom Unternehmer zinslos in seinem Unternehmen eingesetzte Eigenkapital eine fiktive Verzinsung erhält. Hätte er nämlich sein Eigenkapital nicht im Unternehmen investiert, sondern es auf dem Kapitalmarkt angelegt, würde er eine Verzinsung vereinnahmen.

## Allgemeines
Es gibt Kostenarten im Unternehmen, die nicht als Aufwand (pagatorische Kosten) in der Gewinn- und Verlustrechnung erscheinen, aber dennoch bei der Kalkulation in der Kostenrechnung berücksichtigt werden müssen. Diese Zusatzkosten oder Anderskosten werden in der unternehmensinternen Preiskalkulation verwendet, damit sie die Selbstkosten der Kostenträger mit dem effektiven Werteverzehr belasten. Zu diesen kalkulatorischen Kosten gehören im Einzelnen Abschreibungen, Zinsen, Mieten, Unternehmerlohn und Wagnisse.

## Verzinsung des Eigenkapitals
Das Gesamtkapital eines Unternehmens besteht aus Eigen- und Fremdkapital. Dieses Gesamtkapital ist im Anlage- und Umlaufvermögen gebunden, so dass diese Kapitalnutzung einen Güterverbrauch darstellt. Für das Fremdkapital muss das Unternehmen seinen Gläubigern Zins bezahlen, während der Unternehmer das Eigenkapital zinslos zur Verfügung stellen muss. Hätte der Unternehmer dieses Eigenkapital nicht in sein Unternehmen eingebracht, sondern auf dem Kapitalmarkt angelegt, würde er hierfür eine Verzinsung erhalten. Dieser entgangene Zins wird als Opportunitätskosten bezeichnet, so dass die kalkulatorischen Zinsen nichts anderes als die Opportunitätskosten einer fiktiven Geldanlage darstellen.

## Zielsetzung
Grundgedanke ist es, auch eine Verzinsung des Eigenkapitals als Kostengröße in die Kostenrechnung aufzunehmen. Damit wird erreicht, dass das Betriebsergebnis nur den Gewinn ausweist, der mit der eigenen Betriebstätigkeit über eine am Kapitalmarkt sonst erzielbare Verzinsung hinaus erwirtschaftet wurde. Gleichzeitig geht diese fiktive Verzinsung als Kostenart in die Kalkulation der Selbstkosten und Preise der Leistungen ein und ermöglicht somit eine erfolgsorientierte Preis-Kosten-Steuerung. Auch Zeit-, Betriebs- und Leistungsvergleiche werden durch den kalkulatorischen Zinsansatz im Aussagewert präziser, da der Einfluss wechselhafter Fremdfinanzierung und somit Zinsbelastung ausgeschaltet wird.

## Ermittlung
Für die Ermittlung der kalkulatorischen Zinsen sprechen zwei Gründe:
- Genauere Darstellung der Wirtschaftlichkeit: Wenn lediglich der Zinsaufwand für das Fremdkapital berücksichtigt wird, würde ein Unternehmen mit hohem Verschuldungsgrad vergleichsweise ungünstiger dargestellt als ein eigenkapitalstärkeres Unternehmen, obwohl beide ein gleich hohes Gesamtkapital aufweisen. Durch Ermittlung der kalkulatorischen Zinsen entfällt diese verzerrte Darstellung.
- Glättung des Zinsaufwandes: Stärkere kurzfristige Schwankungen der Kreditzinsen werden nivelliert, wenn beim Eigenkapital konstante langfristige Zinsen zugrunde gelegt werden.

Kalkulatorische Zinsen sind eine nicht gerade einfach zu berechnende Größe. Durch die Abnahme des Finanzierungsbedarfs aufgrund der laufenden kalkulatorischen Abschreibung sind diese Kosten von Jahr zu Jahr rückläufig, müssen jedoch für die Preiskalkulation auf den Durchschnitt über die Gesamtnutzungsdauer zurück gerechnet werden. Da aber der tatsächliche Zinsbedarf in der ersten Hälfte der Nutzungsdauer höher als dieser Durchschnitt ist und gewissermaßen damit weniger Mittel für die Zwecke der kalkulatorischen Abschreibung verbleiben, beträgt der durchschnittliche Finanzierungsbedarf mehr als 50 % der ursprünglichen Anschaffungskosten (vergleichbar mit der Schuldenentwicklung bei einem Annuitätendarlehen).
Bei der Ermittlung der kalkulatorischen Zinsen werden lediglich diejenigen Kapitalbestandteile herangezogen, die im betriebsnotwendigen Kapital gebunden sind. Das durchschnittlich gebundene Kapital ergibt sich aus der Formel
{\displaystyle {\mbox{Durchschnittlich gebundenes Kapital}}={\frac {{\mbox{Anschaffungskosten}}+{\mbox{Restwert}}}{\mbox{2}}}}
Die Höhe des kalkulatorischen Zinssatzes richtet sich nach der Art der Gesamtfinanzierung:
- bei überwiegender Fremdfinanzierung wird der durchschnittliche Fremdkapitalzins zugrunde gelegt;
- bei überwiegender Eigenkapitalfinanzierung gilt der marktübliche Zins für Kredite an erstklassige Kreditnehmer,[6] wie etwa bestimmter Staatsanleihen;
- bei Mischfinanzierung der gewogene Durchschnittszinssatz nach dem WACC-Ansatz.

Der fiktive Zinsaufwand für das Eigenkapital wird in der unternehmensinternen Kostenrechnung zum kalkulatorischen Bestandteil der Herstellungskosten, ist jedoch in der Handels- und Steuerbilanz nicht zulässig. Nach § 255 Abs. 3 Satz 1 HGB dürfen Fremdkapitalzinsen meist nicht aktiviert werden. Da es mithin bereits ein Aktivierungsverbot für tatsächlich angefallene Fremdkapitalzinsen gibt, darf der fiktive Zinsaufwand für das Eigenkapital erst recht nicht aktiviert werden. Daher gehören die kalkulatorischen Eigenkapitalzinsen zu den Zusatzkosten.

## Betriebswirtschaftliche Aspekte
Kalkulatorische Kosten werden zwar in der Kostenrechnung verrechnet und gehen auch in das Betriebsergebnis ein, wirken sich jedoch im externen handelsrechtlichen Jahresabschluss nicht aus und sind dort deshalb nicht erkennbar. Die interne Preiskalkulation richtet sich nicht nach dem handelsrechtlichen pagatorischen Ergebnis der Finanzbuchhaltung, sondern nach dem Ergebnis der Kostenrechnung, wo die kalkulatorischen Kosten erfasst werden. Die Preisuntergrenze würde zu niedrig kalkuliert, wenn auf die Einbeziehung der kalkulatorischen Mieten und Pachten verzichtet wird. Die interne Preiskalkulation liefert durch ihre Einbeziehung den Preis, den ein Unternehmen am Markt für seine Produkte oder Dienstleistungen idealerweise verlangen müsste. Ist dieser Preis aus Wettbewerbsgründen nicht erzielbar, muss der konkurrenzfähige Preis ausgewählt werden. Kalkulatorische Kosten sollen eine faire, vergleichbare Kostenstruktur im Rahmen einer Profitcenter-Rechnung erzeugen.